# Katov (district de Brno-Campagne)
Pour les articles homonymes, voir Katov.
Katov (en allemand : Kattow) est une commune du district de Brno-Campagne, dans la région de Moravie-du-Sud, en République tchèque. Sa population s'élevait à 270 habitants en 2020.

## Géographie
Katov se trouve à 7 km au nord-est de Velká Bíteš, à 29 km au nord-ouest de Brno et à 157 km au sud-est de Prague.

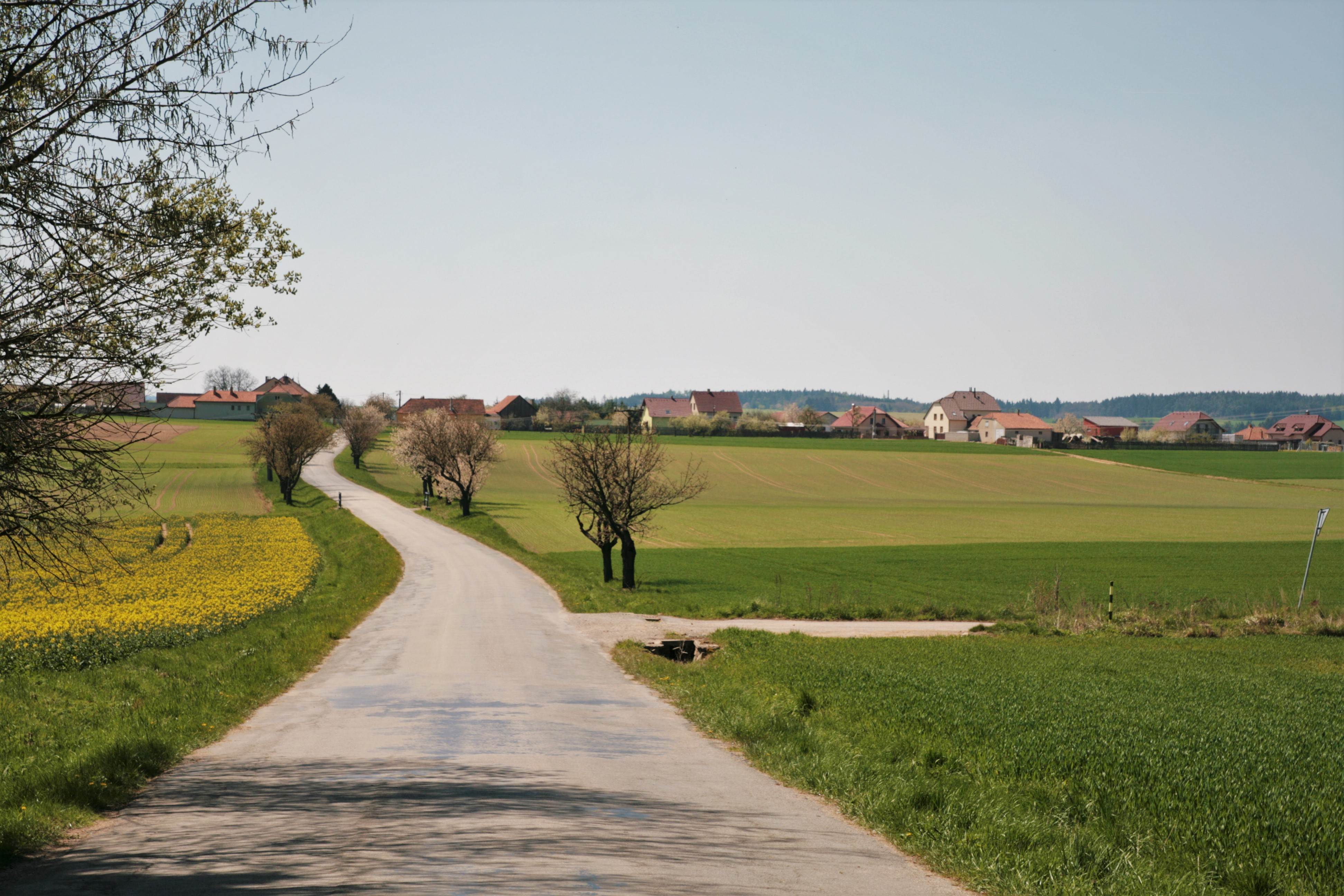
Katov : vue générale.

La commune est limitée par Lubné au nord, par Kuřimská Nová Ves et Deblín à l'est, par Velká Bíteš et Křoví au sud, et par Křižínkov, Březské et Níhov à l'ouest.

## Histoire
La première mention écrite de la localité date de 1390.

## Transports
Par la route, Katov se trouve à 7 km de Velká Bíteš, à 39 km de Brno et à 178 km de Prague.